# التاينين
لتانين 'التانينات هو كحول متعدد، جوهر مر نباتى ويعد دواء قابضا إما أن يرتبط أو برسب أو يقلص البروتينات في العديد من المركبات العضوية الأخرى بما في ذلك الأحماض الأمينية والقلويدات.
يعزى التأثير القابض للأوعية من العفص أو التانينات وهو ما يسبب الشعور بالجفاف في الفم بعد استهلاك الفاكهة غير الناضجة أو النبيذ الأحمر.[1] وبالمثل، فإن تدمير أو تعديل العفص بالوقت يلعب دورا هاما في نضج الفاكهة (النبيذ) و تحديد عمر النبيذ. وتنقسم عادة إلى التانينات القابلة للانحلال بالماء والتانينات والعفص المكثف (proanthocyanidin):